# Yohannes Woldegiorgis
Yohannes Woldegiorgis (* 27. Dezember 1921 in Alitena, Äthiopien; † 19. September 2002) war ein äthiopischer Geistlicher, römisch-katholischer Bischof und Apostolischer Vikar von Meki.

## Leben
Der Priesteramtskandidat Yohannes Woldegiorgis war 1942 einer der ersten Studenten, der das neue Priesterseminar des Erzbistums Addis Abeba besuchte. Seine Priesterausbildung wurde durch den Zweiten Weltkrieg teilweise unterbrochen. Nachdem er zuvor vier Jahre in Addis Abeba studiert hatte, wurde er auf das Päpstliche Äthiopische Kolleg nach Rom geschickt.

## Rom und England
Er vollendete in Rom sein Studium in Philosophie und Theologie und bereitete sich auf eine Verwendung in der Missionsstation Meki (Äthiopien) vor. Gleichzeitig erlernte er die italienische Sprache. Er wurde am 31. Oktober 1954 im Apostolischen Vikariat Adigrat zum Diözesanpriester geweiht. Nach der Priesterweihe wurde er zum Gesundheits- und Krankenpfleger ausgebildet. In England hielt er sich für zwei Jahre auf und erlernte ebenfalls die englische Sprache.

## Lehrer und Seelsorger
Nach seiner Rückkehr in die Diözese Adigrat war Woldegiorgis von 1957 bis 1969 am bischöflichen Priesterseminar tätig, er wurde Vizekanzler und zum Professor berufen. Hieran schloss sich eine zwölfjährige Pfarrtätigkeit in seinem Heimatort an, neben der pastoralen Arbeit setzte sich Pfarrer Woldegiorgis für die Trinkwasserversorgung, die Wasseraufbereitung und den Straßenbau ein.

## Bischof
Am 8. September 1981 wurde Woldegiorgis von Papst Johannes Paul II. zum Apostolischen Präfekten der Apostolischen Präfektur Meki ernannt. Am 21. Dezember 1991 erhob Papst Johannes Paul II. die Präfektur Meki zum Apostolischen Vikariat und ernannte Woldegiorgis gleichzeitig zu dessen Apostolischen Vikar sowie zum Titularbischof von Forma. Der Präfekt der Kongregation für die Evangelisierung der Völker, Kardinal Jozef Tomko, spendete ihm am 3. Mai 1992 die Bischofsweihe. Mitkonsekratoren waren Alexius Obabu Makozi, Bischof von Port Harcourt in Nigeria, und Egidio Caporello, Bischof von Mantua in Italien. Sofort nach seiner Amtsübernahme begann er mit umfangreichen sozialen und pastoralen Projekten. Er eröffnete 1984 in Meki ein Priesterseminar, förderte Ordensgemeinschaften und unterstützte 1985 die Gründung des bischöflichen Frauenordens „Töchter der Unbefleckten Jungfrau Maria“. Es wurden neue Pfarreien gegründet, Bildungsstätten für die Katechese errichtet und Gesundheitszentren gebaut. Als Bischof setzte er sich vehement gegen die Unterdrückung der Frauen ein und startete eine Initiative gegen die Beschneidung von Frauen. 1986 holte er für die Missionsarbeit die Salesianer Don Boscos nach Zway, die dort eine Volksschule und ein Oratorium bauten.
Bischof Woldegiorgis war Mitkonsekrator von Leonardus Dobbelaar CM zum Titularbischof von Luperciana (Apostolischer Vikar von Nekemte, Äthiopien), Berhaneyesus Demerew Souraphiel CM zum Titularbischof von Bita (Apostolischer Vikar von Addis Abeba) und Tesfasellassie Medhin zum Bischof von Adigrat.
Er war bis zu seinem Tod am 19. September 2002 im Amt, sein Nachfolger wurde Bischof Abraham Desta.